# Ласс (Шотландия)
Ласс (Лусс, англ. Luss, Lus — по-гэльски «растение») — деревня в Шотландии, в округе Аргайл-энд-Бьют, на западном побережье озера Лох-Ломонд, на территории национального парка Лох-Ломонд-энд-те-Троссахс.
Находится на территории бывшего графства Дамбартоншир, землях клана Колкахун и клана Ламонт. Первоначальное название деревни Clachan dhu, что по-шотландски означает «тёмная деревня». Деревня находится к югу от горы Бен-Ломонд (974 м), которая доминирует над областью и является южной вершиной гор Мунро.
Кессог (ок. 460—520) обратил жителей в христианство. Сохранились на современном церковном погосте плиты с крестами, датируемые VII веком и позднее, и надгробные памятные камни, называемые hogback — «гребень» (горы или спины животного) и датируемые XI веком. Современная церковь Ласса относится к церкви Шотландии и построена в 1875 году.
Через деревню проходит автодорога A82. Водное такси связывает Ласс с городом Баллох, где находится железнодорожная станция и торговый центр Loch Lomond Shores. В Баллохе останавливаются поезда до Глазго.
В деревне Ласс телеканал Scottish Television снимал мыльную оперу Take the High Road.
В деревне находится гольф-клуб Loch Lomond Golf Club и Россду-хаус XVIII века, резиденция главы клана Колкахун.